# Metworst

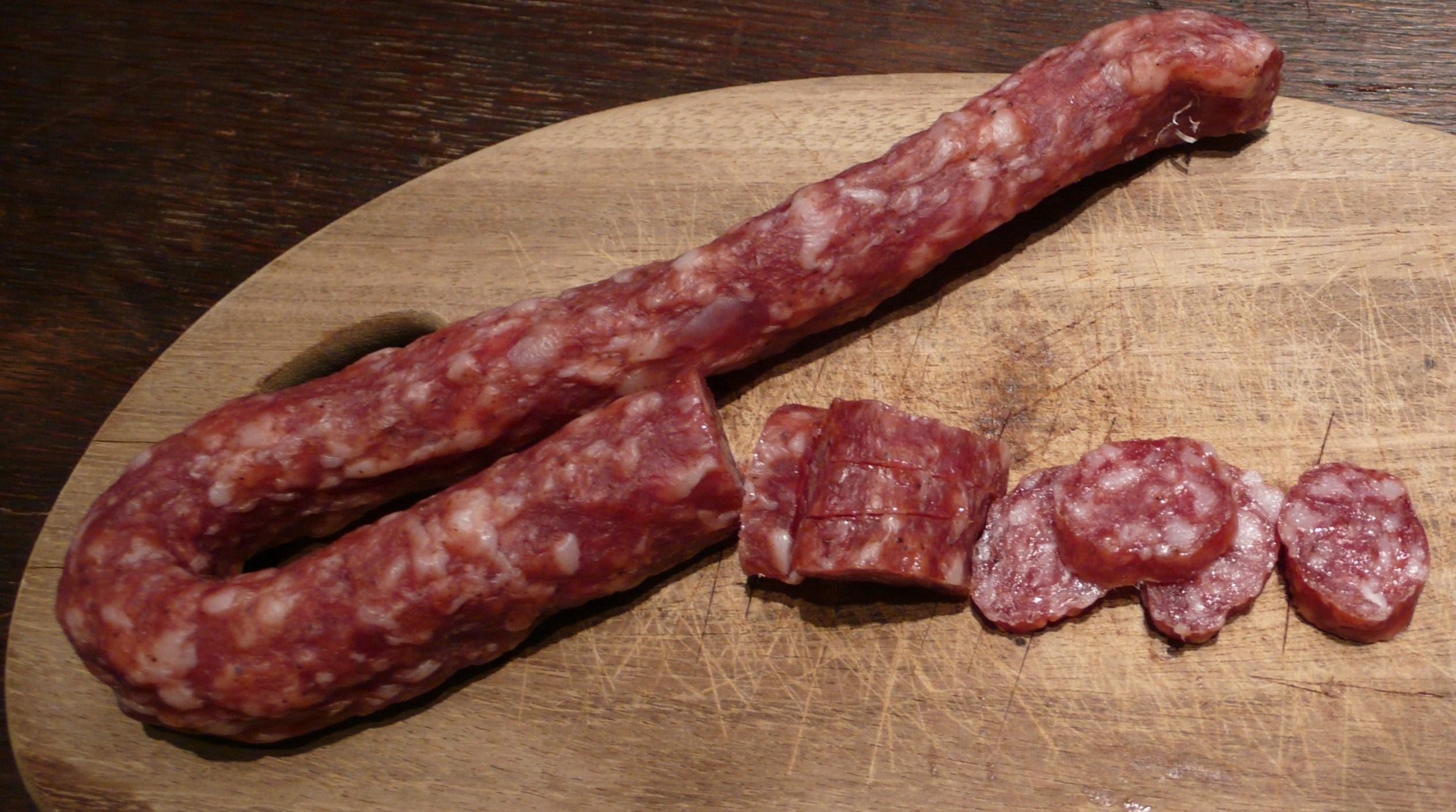
Groninger metworst

Metworst of boerenmetworst is een harde gekruide worst gemaakt van stukjes varkensvlees en varkensvet.
Metworst wordt traditioneel gegeten bij stamppotgerechten als zuurkool en boerenkool, soms in combinatie met een rookworst. Metworst is in trek geraakt als snack, zoals de Groninger metworst (met veel kruidnagel) of de mildere Friese metworst. In Drenthe en Twente bestaat een hardere variant die in Drenthe kosterworst wordt genoemd. 
Metworst werd van oorsprong gemaakt van snijafval, het met of "mett" slaat op de kleine stukjes vlees die overblijven bij het in stukken verdelen van vlees. Ook de droge worst is in dat opzicht een metworst.
In Noord-Holland (en wellicht ook elders) noemt men de gekookte worst ook metworst.

## Trivia
In het Twents is de metworst onderdeel van een spreekwoord: In Twente hoalt ze van een kot gebed en nen langen mettworst. (In Twente houden ze van een kort gebed en een lange metworst) Dat wil zoveel zeggen als: houd het kort (praten).
In het Brabantse Boxmeer vinden op carnavalsmaandag jaarlijks de Metworstrennen plaats, een paardenrace, waarvan de winnaar(Koning van de Metworst) onder andere een metworst ontvangt als prijs.